# 曹维新 (1950年)
曹维新（1950年—），男，汉族，吉林蛟河人，中华人民共和国政治人物。大学普通班学历，工程师。第十二届全国人民代表大会河南地区代表。

## 生平
1968年10月参加工作，在吉林省蛟河县松江公社插队劳动，后任黑龙江生产建设兵团三师21团文书、副指导员。1971年6月加入中国共产党。1972年5月作为工农兵大学生进入北京化工学院二系合成纤维专业学习，毕业后留校任二系团总支书记。该校改名为北京化纤工学院后，历任合成纤维教研室党支部书记、科技开发部主任；再改名为北京服装学院后，历任总务处处长、党校常务副校长。1992年10月，调入中共中央统战部，历任机关党委办公室干部、机关党委助理巡视员兼办公室主任、机关党委副书记、干部局副局长。1998年5月，任中共中央统战部办公厅主任。2002年12月，下放河南任中共河南省委统战部部长，并于次年1月任政协河南省第九届委员会副主席、党组成员。2006年1月，跻身中共河南省委常委，同年10月改任省委秘书长、办公厅主任。
2008年起担任全国人大代表。2011年1月，任河南省人大常委会副主任。2013年，担任河南省人大常委会副主任、党组书记。